# Chincoteague
Chincoteague és una població dels Estats Units a l'estat de Virgínia. Segons el cens del 2000 tenia 4.317 habitants.

## Demografia
Segons el cens del 2000, Chincoteague tenia 4.317 habitants, 2.068 habitatges, i 1.244 famílies. La densitat de població era de 173,1 habitants per km².
Dels 2.068 habitatges en un 21,5% hi vivien nens de menys de 18 anys, en un 48,8% hi vivien parelles casades, en un 8,3% dones solteres, i en un 39,8% no eren unitats familiars. En el 33,8% dels habitatges hi vivien persones soles el 13,9% de les quals corresponia a persones de 65 anys o més que vivien soles. El nombre mitjà de persones vivint en cada habitatge era de 2,08 i el nombre mitjà de persones que vivien en cada família era de 2,63.
Per edats la població es repartia de la següent manera: un 18% tenia menys de 18 anys, un 5,5% entre 18 i 24, un 24,7% entre 25 i 44, un 30,9% de 45 a 60 i un 20,9% 65 anys o més.
L'edat mediana era de 46 anys. Per cada 100 dones de 18 o més anys hi havia 93,8 homes.
La renda mediana per habitatge era de 28.514 $ i la renda mediana per família de 33.425 $. Els homes tenien una renda mediana de 27.075 $ mentre que les dones 20.859 $. La renda per capita de la població era de 20.367 $. Entorn del 9,7% de les famílies i el 12,7% de la població estaven per davall del llindar de pobresa.

## Poblacions més properes
El següent diagrama mostra les poblacions més properes.